# Jimmy Bain
James Stewart "Jimmy" Bain, född 19 december 1947 i Newtonmore i Highland i Skottland, död 24 januari 2016, var en brittisk basist. Han spelade bland annat i Rainbow, Dio och Wild Horses.